# الإعلام الترفيهي
يضم الإعلام الترفيهي منظمات تتعامل بشكل أساسي مع التعليقات والترفيه والفنون وأسلوب الحياة، يمكن للإعلام الترفيهي أن يتخذ شكل البرامج التلفزيونية أو المجلات أو المقالات المطبوعة، تمت الإشارة إلى التواصل من مصادر الإعلام الترفيهي على أنه أخبار خفيفة كوسيلة للتمييز بينها وبين الصحافة المهمة التي تسمى الأخبار الثقيلة أو الجادة.
يتم تعريف الأخبار الترفيهية على أنها معلومات مسلية في المقام الأول أو مفيدة شخصيًا وغالبًا ما تتم مقارنة الأخبار الترفيهية بالأخبار المهمة أو الجادة التي يعرّفها جون زالر بأنها "تغطية الأحداث التي تنطوي على كبار القادة أو القضايا الرئيسية أو الاضطرابات الكبيرة في إجراءات الحياة اليومية"، على الرغم من أن أغراض الأخبار الجادة والترفيهية تتضمن إبلاغ الجمهور إلا أن الاثنين يختلفان عن بعضهما البعض في كل من المعلومات الواردة بداخلهما والطرق المستخدمة لتقديم هذه المعلومات، يتم إيصال المعلومات من خلال أشكال الوسائط الترفيهية وعادةً ما تتوفر الأخبار الترفيهية في المنافذ التي تعمل في المقام الأول كمصادر للترفيه؛ مثل البرامج التلفزيونية أو المجلات أو المقالات المطبوعة.

## خلفية
يوجد العديد من المصطلحات التي يمكن ربطها بالإعلام الترفيهي من بينها الأخبار الترفيهية والمعلومات الترفيهية وهي تضم بشكل كبير منتجات ثانوية للوسائط الترفيهية، يُعتبر إعلام الجمهور من الأدوار الأساسية لوسائل الإعلام سواء كانت جادة أم ترفيهية.
في حين أن دور وسائل الإعلام ليس في حالة تغير مستمر فإنه بالنسبة للعديد من الأمريكيين أصبحت الخطوط غير واضحة بين وسائل الإعلام الجادة والترفيهية حيث تمزج المؤسسات الإخبارية بثها مع البرامج الإخبارية والترفيهية، تخلق العديد من هذه المؤسسات الإخبارية سردًا يبدأ بالبث الأول في الصباح وينتهي بمكان الترفيه المسائي.
خلال الحملة الرئاسية للولايات المتحدة عام 2004 أصبحت المجلات التي كانت تعتبر أسلوب حياة أو ترفيه (فوغ وجريدة منزل السيدات ومجلة أوبرا) مصدرًا للمعلومات السياسية، يوضح هذا أن المؤسسات الإعلامية عبر النطاق تبرز كمورد للمعلومات حول السياسات والسياسة.

## التأثيرات
يستهلك المواطن الأمريكي العادي أكثر من خمس ساعات على التلفاز يوميًا، يشاهد خلال هذا الوقت مجموعة متنوعة من الأخبار والمعلومات التي تركز إما بشكل مباشر (أخبار جادة) أو غير مباشرة (أخبار ترفيهية) على السياسة والشؤون الخارجية، يتم بث هذه المواضيع على شاشات التلفزيون في أوقات الذروة في مجموعة متنوعة من البرامج خاصة في وقت الأزمات الوطنية. أظهرت الدراسات أن الأخبار المقدمة في هذا السياق تجذب انتباه الأشخاص غير المتورطين سياسيًا، بشكل عام يميل عدد أكبر من الناس إلى مشاهدة الأخبار الجادة أكثر من البرامج الإخبارية الترفيهية، إلا أنه يمكن لأولئك الذين هم أقل انخراطًا في السياسة أن يكسبوا أكثر من مجرد مشاهدة الأخبار الترفيهية من أولئك الذين يشاركون في الأمور السياسية بشكل كبير.
أظهرت الدراسات أيضًا أن التعرض للأخبار الترفيهية يمكن أن يؤثر على مواقف المستهلكين، لقد ثبت أن وسائل الإعلام الترفيهية تزيد من احتمال وجود مرشح يكون لديه جاذبية أكبر من أولئك الذين لا يشاركون سياسيًا بشكل عام اكثر من السياسات للمرشح. على سبيل المثال في الانتخابات الرئاسية لعام 2000  وجد الباحثون أشخاصًا غير متورطين سياسياً شاهدوا المرشحين في البرامج الحوارية خلال النهار ومن المرجح أن يكونوا هؤلاء المرشحين محبوبين أكثر من خصومهم، تشير الدراسات إلى أنه بدلاً من استخدام السياسة للمرشح لتحديد ما إذا كان المرشح يمثل مصالحه أم لا فإن الأشخاص غير المشاركون في السياسة يستخدمون أيضًا احتمال مرشح.
توصلت دراسة أجريت في أستراليا إلى أن الأخبار الجادة يتم متابعتها أكثر من الأخبار الترفيهية باستثناء مجال الرياضة، وجدت الدراسة أنه بغض النظر عن العمر والجنس فإن الأخبار الترفيهية أقل احتمالا للمتابعة من الأخبار الجادة، مع عدم وجود متابعة للأخبار الترفيهية فقد يتم رفض الدعم لزيادة المشاركة العامة الناجمة عن الأخبار الترفيهية.
في دراسة أخرى تدرس آثار استهلاك الأخبار الترفيهية على سلوكيات التصويت، تم إنشاء الظاهرة المعروفة باسم تأثير أوبرا التي تشير إلى أن تناول الأخبار الترفيهية له تأثير إيجابي على أنماط اتساق التصويت لدى الأشخاص غير المطلعين سياسيًا، بالإضافة إلى ذلك فقد وجدت دراسة بوم وجاميسون أن مشاهدة المقابلات مع المرشحين على وسائل الإعلام الترفيهية تساعد في تحسين اتساق التصويت مقارنة بالأشخاص غير المطلعين سياسيًا.

## أنظر أيضا
- أخبار الوجبات السريعة
- أقل برنامج مرفوض